# Harry Andrews
Harry Fleetwood Andrews, OBE, (Tonbridge, 10 november 1911 - Salehurst, 6 maart 1989) was een Engels acteur. Hij viel op door zijn lange magere gestalte, zijn granieten gelaat en zijn stevige hoekige onderkaken.

## Leven en werk

### Afkomst en opleiding
Andrews was de zoon van een huisarts. Hij ging eerst naar school in Tonbridge, daarna volgde hij lessen aan het Wrekin College in Wellington.  

### Toneelcarrière
Andrews was voor het eerst op het toneelpodium te zien in 1933 in Liverpool. Hij maakte zijn debuut in Londen (in het West End theatre) in 1935. Een jaar later verscheen hij voor het eerst op de planken in New York, in de rol van Horatio, Hamlets beste vriend in Shakespeare's gelijknamige tragedie. Gaandeweg ontpopte hij zich tot een volleerd Shakespearevertolker. In 1937-1938 was hij actief in het theatergezelschap van John Gielgud waar hij zich verder bekwaamde in het werk van Shakespeare (onder meer Richard II en De koopman van Venetië). 
De Tweede Wereldoorlog onderbrak Andrews' toneelcarrière want hij deed zes jaar dienst in de Royal Artillery.
Na de oorlog trad hij toe tot het theatergezelschap van de Old Vic waaraan hij vier jaar verbonden bleef. In 1949 werd hij lid van het Shakespeare Memorial Theatre-gezelschap in Stratford-upon-Avon en vertolkte er opnieuw rollen in stukken van Shakespeare zoals Much Ado About Nothing, Hendrik VIII en Hendrik IV. Na die periode maakte hij deel uit van het gezelschap van Laurence Olivier waar hij acteerde in onder meer Antony and Cleopatra. Nadat hij in het verleden tournees gemaakt had in Australië en in New York vertrok hij met de Old Vic met het stuk Hendrik VIII naar Frankrijk en België.

### Filmcarrière
Andrews had al een twintig jaar lange carrière op de bühne toen hij debuteerde op het grote scherm. Zijn eerste twee rollen speelde hij aan de zijde van filmster Alan Ladd. Hij gaf kleur aan personages die hij herhaaldelijk zou vertolken: een militair (sergeant-majoor) in de oorlogsfilm The Red Beret (1953) en een aristocraat in de historische avonturenfilm The Black Knight (1954).

#### Militair in oorlogsfilms
Andrews specialiseerde zich in het neerzetten van taaie en duchtige (onder)officieren: een generaal (in onder meer The Night of the Generals, 1967), een kolonel (in Too Late the Hero, 1970), een majoor (in onder meer I Accuse!, 1958, The Devil's Disciple, 1959, en Battle of Britain, 1969), een kapitein (in onder meer A Touch of Larceny, 1959, en The Best of Enemies, 1961), een hoge luchtmachtofficier (in 633 Squadron, 1964), een aristocratische hoge officier (in The Charge of the Light Brigade, 1968), de bevelhebber van het Russisch leger (in Nicholas and Alexandra , 1971), een sergeant (in onder meer A Hill in Korea, 1956) of een sergeant-majoor (in onder meer Ice Cold in Alex, 1958, en The Hill, 1965).

#### Historische films en avonturenfilms
Hij acteerde eveneens in een groot aantal al dan niet groots opgezette historische producties en avonturenfilms zoals Helen of Troy (1956), Alexander the Great (1956), Moby Dick  (1956), Saint Joan  (1957), Solomon and Sheba (1959), Barabbas  (1961), 55 Days at Peking (1963), The Agony and the Ecstasy (1965), Nicholas and Alexandra  (1971) en The Passover Plot (1976). 

#### Aristocraten, Bijbelse of religieuze personages en gezagdragende mannen
Andrews vertolkte met evenveel gemak aristocratische figuren zoals een earl en een lord, de Trojaanse prins Hektor in Helen of Troy, Darius III in Alexander the Great of Nicolaas Nikolajevitsj van Rusland in Nicholas and Alexandra.
Hij gaf gestalte aan geestelijken zoals onder meer Petrus in Barabbas, Johannes de Doper in The Passover Plot, een bisschop in Saint Joan en een eerwaarde in 55 Days at Peking.
Hij gaf kleur aan figuren met een gezaghebbende functie zoals onder meer het hoofd van de Britse Geheime Dienst (in Modesty Blaise, 1966, en in The Mackintosh Man, 1973), een hoofdofficier van een gevangenis (in In the Nick, 1960), een politie-inspecteur (in The Deadly Affair, 1966), kapitein van de Titanic (in S.O.S. Titanic, 1979), een schoolhoofd (in What the Peeper Saw, 1971), de raadsman van de koningin van Sheba (in Solomon and Sheba), architect Donato Bramante (in The Agony and the Ecstasy), commissarisassistent, toezichter, ambtenaar, dokter ...

#### Komedies, drama's, spionagethrillers en horrorfilms
In de jaren zestig en zeventig acteerde Andrews regelmatiger in drama's en komedies. Zo was hij te zien in allerlei komedies: de misdaadkomedies The Jokers (1967) en The Southern Star (1968), de muzikale komedie The Night They Raided Minsky's (1968) en de zwarte komedies Entertaining Mr Sloane (1970, naar het gelijknamige eerste toneelstuk van Joe Orton) en The Ruling Class (1972). En in drama's zoals The Sea Gull (1968, naar Anton Tsjechov), Wuthering Heights (1970, naar Emily Brontë) en Equus (1977, naar Peter Shaffer).
Hij verleende ook zijn medewerking aan allerhande thrillers: spionagethrillers zoals The Deadly Affair (1966), A Dandy in Aspic (1968) en The Internecine Project (1974) evenals de bovennatuurlijke thriller The Medusa Touch (1978) of de mysterie-thriller Death on the Nile (1978).
Aan het begin van de jaren zeventig trad hij op in enkele horrorfilms met onheilspellende titels als The Nightcomers (1971) en What the Peeper Saw (1971). In de bekendste, Theatre of Blood (1973), acteerde hij naast Vincent Price.
Andrews, die astma had, overleed in 1989 op 77-jarige leeftijd aan de gevolgen van een virusinfectie.

### Privéleven
Andrews had de Engelse acteur Basil Hoskins (1929-2005) als vaste partner.

## Filmografie
- 1953 - The Red Beret (Terence Young)
- 1954 - The Black Knight (Tay Garnett)
- 1955 - The Man Who Loved Redheads (Harold French)
- 1956 - Helen of Troy (Robert Wise)
- 1956 - Alexander the Great (Robert Rossen)
- 1956 - Moby Dick (John Huston)
- 1956 - A Hill in Korea (Julian Amyes)
- 1957 - Saint Joan (Otto Preminger)
- 1958 - I Accuse! (José Ferrer)
- 1958 - Ice Cold in Alex (J. Lee Thompson)
- 1959 - The Devil's Disciple (Guy Hamilton)
- 1959 - Solomon and Sheba (King Vidor)
- 1959 - A Touch of Larceny (Guy Hamilton)
- 1960 - In the Nick (Ken Hughes)
- 1960 - A Circle of Deception (Jack Lee)
- 1961 - The Best of Enemies (Guy Hamilton)
- 1961 - Barabbas (Richard Fleischer)
- 1962 - Reach for Glory (Philip Leacock)
- 1962 - The Inspector (Philip Dunne)
- 1963 - Nine Hours to Rama (Mark Robson)
- 1963 - 55 Days at Peking (Nicholas Ray)
- 1963 - The Informers (Ken Annakin)
- 1964 - Nothing But the Best (Clive Donner)
- 1964 - 633 Squadron (Walter Grauman)
- 1964 - The System (Michael Winner)
- 1965 - The Truth About Spring (Richard Thorpe)
- 1965 - The Hill (Sidney Lumet)
- 1965 - The Agony and the Ecstasy (Carol Reed)
- 1965 - Sands of the Kalahari (Cy Endfield)
- 1966 - Modesty Blaise (Joseph Losey)
- 1967 - The Deadly Affair (Sidney Lumet)
- 1967 - The Night of the Generals (Anatole Litvak)
- 1967 - The Jokers (Michael Winner)
- 1967 - The Long Duel (Ken Annakin)
- 1967 - Danger Route (Seth Holt)
- 1967 - I'll Never Forget What's'isname (Michael Winner)
- 1968 - Play Dirty (Andre DeToth)
- 1968 - A Dandy in Aspic (Anthony Mann)
- 1968 - The Charge of the Light Brigade (Tony Richardson)
- 1968 - The Night They Raided Minsky's (William Friedkin)
- 1968 - The Sea Gull (Sidney Lumet)
- 1969 - The Southern Star (Sidney Hayers)
- 1969 - Battle of Britain (Guy Hamilton)
- 1969 - A Nice Girl Like Me  (Desmond Davis)
- 1970 - Country Dance  (J. Lee Thompson)
- 1970 - Too Late the Hero (Robert Aldrich)
- 1970 - Wuthering Heights  (Robert Fuest)
- 1970 - Entertaining Mr Sloane  (Douglas Hickox)
- 1971 - The Nightcomers (Michael Winner)
- 1971 - Nicholas and Alexandra (Franklin J. Schaffner)
- 1971 - Burke & Hare  (Vernon Sewell)
- 1971 - What the Peeper Saw (of Night Hair Child) (James Kelley)
- 1972 - I Want What I Want  (John Dexter)
- 1972 - The Ruling Class  (Peter Medak)
- 1972 - Man of La Mancha (Arthur Hiller)
- 1972 - The Final Programme (Robert Fuest)
- 1973 - Man at the Top (Mike Vardy)
- 1973 - Theatre of Blood (Douglas Hickox)
- 1973 - The Mackintosh Man (John Huston)
- 1974 - The Internecine Project (Ken Hughes)
- 1976 - Sky Riders (Douglas Hickox)
- 1976 - The Blue Bird (George Cukor)
- 1976 - The Passover Plot (Michael Campus)
- 1977 - The Prince and the Pauper (Richard Fleischer)
- 1977 - Equus (Sidney Lumet)
- 1978 - The Big Sleep (Michael Winner)
- 1978 - The Medusa Touch (Jack Gold)
- 1978 - Death on the Nile (John Guillermin)
- 1978 - Superman (Richard Donner)
- 1979 - S.O.S. Titanic (William Hale)
- 1980 - Hawk the Slayer (Terry Marcel)
- 1980 - Never Never Land (Paul Annett)
- 1986 - My Letter to George (of Mesmerized) (Michael Laughlin)

## Prijzen en nominaties

### Prijs
- 1965 - The Hill en The Agony and the Ecstasy : de National Board of Review of Motion Pictures voor beste mannelijke bijrol

### Nominatie
- 1966 - The Hill : BAFTA voor beste mannelijke bijrol

- Bibsys: 1059172
- Biblioteca Nacional de España: XX1360751
- Bibliothèque nationale de France: cb13890782x (data)
- Gemeinsame Normdatei: 142278734
- International Standard Name Identifier: 0000 0000 8383 5820
- Library of Congress Control Number: n84216048
- Nationale Bibliotheek van Tsjechië: pna2004259357
- Nationale Bibliotheek van Israël: 987007455164305171
- Nederlandse Thesaurus van Auteursnamen: 070844712
- SNAC: w6c68rk2
- Système universitaire de documentation: 086851829
- Virtual International Authority File: 54331587
- WorldCat: E39PBJjxpHd7Yh4FC8v3D3wHmd